# Cyrtandra aloisiana
Cyrtandra aloisiana är en tvåhjärtbladig växtart som beskrevs av Albert Charles Smith. Cyrtandra aloisiana ingår i släktet Cyrtandra och familjen Gesneriaceae. Inga underarter finns listade i Catalogue of Life.